# 11º Distaccamento di frontiera
La Brigata "Forpost" (in ucraino Бригада «Форпост»?, Brihada «Forpost», lett. "Avamposto"), ufficialmente nota come 11º Distaccamento di frontiera (in ucraino 11-й прикордонний загін?, 11-j prykordonnyj zahin, unità militare 2382), è un'unità militare della Guardia di Frontiera dell'Ucraina, responsabile del distretto di Kramators'k.

## Storia
Il distaccamento è stato costituito il 30 ottobre 2015 con il compito di supervisionare la linea di demarcazione del territorio ucraino occupato dai separatisti del Donbass.
Il 7 settembre 2022, durante l'invasione russa dell'Ucraina, ha ricevuto il titolo onorifico "Per il Valore e il Coraggio" da parte del presidente ucraino Volodymyr Zelens'kyj.
Il 17 novembre 2024, durante la battaglia di Vovčans'k, due distaccamenti di fanteria russi ha attaccato la posizione dell'unità. Inizialmente la posizione è stata colpita da mortai da 120 mm per poi essere assaltata da due fronti con veicoli da combattimento. Durante lo scontro 12 soldati russi sono stati uccisi e 2 catturati, mentre entrambi i veicoli sono stati distrutti.
Il 29 novembre 2024 l'11º Distaccamento si è aggiunto al progetto Guardia Offensiva del Ministero degli affari interni, consistente nella creazione di nuove brigate a partire da unità esistenti della Guardia Nazionale, della Polizia per operazioni speciali e della Guardia di Frontiera; il distaccamento è stato quindi riorganizzato come brigata, ricevendo il titolo di "Forpost" ("Avamposto").

## Struttura
- Comando di brigata[9]
- 1º Battaglione di risposta rapida
- 2º Battaglione di risposta rapida
- 3º Battaglione di risposta rapida
- 4º Battaglione di risposta rapida
- Compagnia sistemi senza pilota
- Gruppo d'artiglieria
  - Batteria acquisizione obiettivi
  - Battaglione artiglieria semovente
  - Battaglione artiglieria semovente
  - Batteria artiglieria lanciarazzi
  - Batteria artiglieria controcarri
- Battaglione artiglieria missilistica contraerei (ZU-23-2)
- Battaglione genio

## Comandanti
- Colonnello Jurij Holovko (2015 - 20??)[2]
- Colonnello Ruslan Capjuk (20?? - in carica)[10]